# Harry Potter és a Halál ereklyéi 2.
A Harry Potter és a Halál ereklyéi 2. rész (eredeti cím: Harry Potter and the Deathly Hallows Part II) 2011-ben bemutatott amerikai–brit fantasy film, amely a nagy sikerű Harry Potter-sorozat befejező része. A film J.K. Rowling Harry Potter és a Halál ereklyéi című regényének filmadaptációjának 2. része, David Yates rendezésében.
A 2011-es év egyik legjobban várt filmje, mely ebben az évben a legjobban teljesített, megelőzve az év másik két nagy durranását a Transformers 3.-t és A Karib-tenger kalózai: Ismeretlen vizeken-t. A több, mint 1,3 milliárd dolláros bevételével minden idők 4. legsikeresebb filmje lett az Avatar (2009), a Titanic (1997) és a Bosszúállók (2012) mögött.[forrás?] Ellentétben az 1. résszel, ez a film már 3D-ben is megtekinthető volt a mozikban.
Itt az út vége.

## Cselekmény
Nincs tovább: Harry, Ron és Hermione immár nem kerülheti el a végső összecsapást. Mindannyian tudják, hogy ez az utolsó felvonás. A három jó barát visszatér a Roxfortba, hogy felkutassa és elpusztítsa az utolsó horcruxot.
Voldemort, aki egyre erősebb, uralma alá vonta a Mágiaügyi Minisztériumot és már Roxfort fölött is egyre nagyobb hatalma van, tudomást szerez a tervükről. A tét hatalmas, így nem is csoda, hogy mindent bevet a siker érdekében. Megkezdődik a Roxfort ostroma – és már soha többé, semmi nem lesz ugyanolyan, mint volt... – olvasható volt a film rövid tartalmaként.
A film cselekménye, köszönhetően annak, hogy a könyv filmadaptációja két részre lett bontva, nagyban követi a könyv eredeti cselekményét, több, nem annyira lényeges változtatással és hiányossággal:
- Ellentétben a könyvvel Ollivander tud a Halál mindhárom ereklyéjéről, nemcsak a Pálcák Uráról.
- Hermione /Bellatrix Lestrange/ ugyan találkozik az Abszol úton egy halálfalóval, de csak futólag köszön oda neki, nem szegődik mellé. Ampók szemrehányást tesz Hermionénak cseppet sem Belletrixos köszönéséért, mondván a legidősebbik Black nővér nem egy szende fruska.
- A Gringotts föld alatti széfjeihez vezető út a Harry Potter és a bölcsek kövében látotthoz képest jelentősen megváltozott.
- Harry a filmben "hallja" a horcruxokat, így találja meg őket. A könyvben (a 6. részben) Dumbledore részletes leírást adott Harrynek róluk, így megismeri a mibenlétüket.
- Mikor Harryék hoppanálnak Roxmortsban, megszólal a riasztóbűbáj, de csak halálfalók jelennek meg rögtön, dementorok utána nem érkeznek, így Harrynek nem kell patrónust megidéznie, Aberfoth Dumbledore-nak sem kell a saját patrónusával félrevezetnie a halálfalókat, egyszerűen csak behívja gyorsan a házába Harryéket.
- Aberfoth nagyon keveset mond csak a filmben Dumbledore-ról és a családjukról, azt is nagyon érthetetlenül, Grindelwald-ról pedig nem is esik szó.
- Miután kitudódik, hogy Harryék Roxmortsban jártak, Piton az egész iskolát összehívja a nagyterembe, itt kerül sor a McGalagonnyal való párbajára és futására is. Carrowék sem kapnak túl nagy szerepet a filmben, csupán láthatóak a háttérben.
- A roxforti csatából teljesen kimaradtak a kentaurok, Gróp, Csikócsőr, a thesztrálok, Sipor és a házimanók is.
- Voldemort a filmben érzi, amikor elpusztul egy horcruxa, a könyvben (a 6. részben Dumbledore szerint) nem.
- Piton halála nem a Szellemszálláson, hanem a Csónakházban v. Kristályházban következik be.
- Voldemort, Harry "halála" előtt nem védi Naginit mágikus gömbben, egyszerűen csak maga mellett tartja.
- A King's Cross-on Dumbledore és Harry között nem esik szó a Halál ereklyéiről.
- A film szerint amikor Harry kiesett Hagrid kezéből, Narcissa Malfoy és a családja elmentek, a könyv szerint a csata után is ott vannak.
- Harry és Voldemort végső csatáját a Roxfort egész területére terjesztették ki, ráadásul nem mindenki előtt. Harry győzelme előtt nem mond el mindent világosan Voldemortnak.
- Harry a végén kettétöri a bodzapálcát és beledobja egy szakadékba, ezzel szemben a könyvben Harry, Dumbledore sírjában helyezi el a bodzapálcát, abban a reményben, hogy az ő jövőbeni természetes halálával megszakad annak ereje.

## Szereplők
| Színész              | Szereplő                 | Magyar hang       |
| -------------------- | ------------------------ | ----------------- |
| Daniel Radcliffe     | Harry Potter             | Gacsal Ádám       |
| Rupert Grint         | Ron Weasley              | Berkes Bence      |
| Emma Watson          | Hermione Granger         | Szabó Luca        |
| Robbie Coltrane      | Rubeus Hagrid            | Hollósi Frigyes   |
| Michael Gambon       | Albus Dumbledore         | Makay Sándor      |
| Maggie Smith         | Minerva McGalagony       | Kassai Ilona      |
| Alan Rickman         | Perselus Piton           | Tahi Tóth László  |
| Ralph Fiennes        | Voldemort                | Forgács Péter     |
| Gary Oldman          | Sirius Black             | Széles Tamás      |
| Geraldine Somerville | Mrs. Lilly Potter        | Major Melinda     |
| Adrien Rawlins       | Mr. James Potter         | Csankó Zoltán     |
| Jason Isaacs         | Lucius Malfoy            | Haás Vander Péter |
| Helen McCrory        | Narcissa Malfoy          | Nádorfi Krisztina |
| Helena Bonham Carter | Bellatrix Lestrange      | Balázs Ágnes      |
| Julie Walters        | Mrs. Molly Weasley       | Andresz Kati      |
| Mark Williams        | Mr. Arthur Weasley       | Forgács Gábor     |
| Ciarán Hinds         | Aberforth Dumbledore     | Helyey László     |
| David Thewlis        | Remus Lupin              | Cs. Németh Lajos  |
| Natalia Tena         | Nymphadora Tonks         | Bognár Anna       |
| George Harris        | Kingsley Shacklebolt     | Bognár Tamás      |
| John Hurt            | Mr. Ollivander           | Gruber Hugó       |
| Domhnall Gleeson     | Bill Weasley             | Stern Dániel      |
| Clémence Poésy       | Fleur Delacour           | Tamási Nikolett   |
| Chris Rankin         | Percy Weasley            | N/A               |
| James Phelps         | Fred Weasley             | Kováts Dániel     |
| Oliver Phelps        | George Weasley           | Kováts Dániel     |
| Bonnie Wright        | Ginny Weasley            | Csifó Dorina      |
| David Bradley        | Argus Frics              | Varga Tamás       |
| Gemma Jones          | Madam Pomfrey            | N/A               |
| Emma Thompson        | Sybill Trelawney         | Kovács Nóra       |
| Jim Broadbent        | Horatius Lumpsluck       | Szokolay Ottó     |
| Miriam Margolyes     | Pomona Bimba             | N/A               |
| Warwick Davis        | Filius Flitwick          | Szokol Péter      |
| Warwick Davis        | Ampók                    | Csuha Lajos       |
| Matthew Lewis        | Neville Longbottom       | Hám Bertalan      |
| Katie Leung          | Cho Chang                | Tamási Nikolett   |
| Evanna Lynch         | Luna Lovegood            | Kántor Kitty      |
| Tom Felton           | Draco Malfoy             | Borbíró András    |
| Josh Herdman         | Gregory Monstro          | Czető Roland      |
| Devon Murray         | Seamus Finnigan          | Stukovszky Tamás  |
| Alfie Enoch          | Dean Thomas              | Baradlay Viktor   |
| Louis Cordice        | Blaise Zambini           | Előd Botond       |
| Scarlett Byrne       | Pansy Parkinson          | Berkes Boglárka   |
| William Melling      | Nigel Wolpert            | Penke Bence       |
| Afshan Azad          | Padma Patil              | N/A               |
| Jessie Cave          | Lavender Brown           | N/A               |
| Georgina Leonidas    | Katie Bell               | N/A               |
| Freddie Storma       | Cormac McLaggen          | N/A               |
| Sean Biggerstaff     | Oliver Wood              | N/A               |
| Dave Legeno          | Fenrir Grayback          | N/A               |
| Timothy Spall        | Peter Pettigrew          | N/A               |
| Ralph Ineson         | Amycus Carrow            | N/A               |
| Suzanne Toase        | Alecto Carrow            | N/A               |
| Leslie Phillips      | Teszlek Süveg (hangja)   | Tardy Balázs      |
| Graham Duff          | Névtelen halálfaló #1    | Papucsek Vilmos   |
| Benn Northover       | Névtelen halálfaló #2    | Sörös Sándor      |
| Benedict Clarke      | Fiatal Perselus Piton    | Penke Soma        |
| Rusty Goffe          | Idősebb Gringotts-kobold | Gardi Tamás       |
| Jon Key              | Bogrod                   | Bartók László     |

## Fontosabb díjak és jelölések
Oscar-díj (2012)
- jelölés: legjobb látványterv
- jelölés: legjobb smink
- jelölés: legjobb vizuális trükk

BAFTA-díj (2012)
- díj: legjobb vizuális effektek
- jelölés: legjobb látvány
- jelölés: legjobb hang
- jelölés: legjobb smink